# TI-59

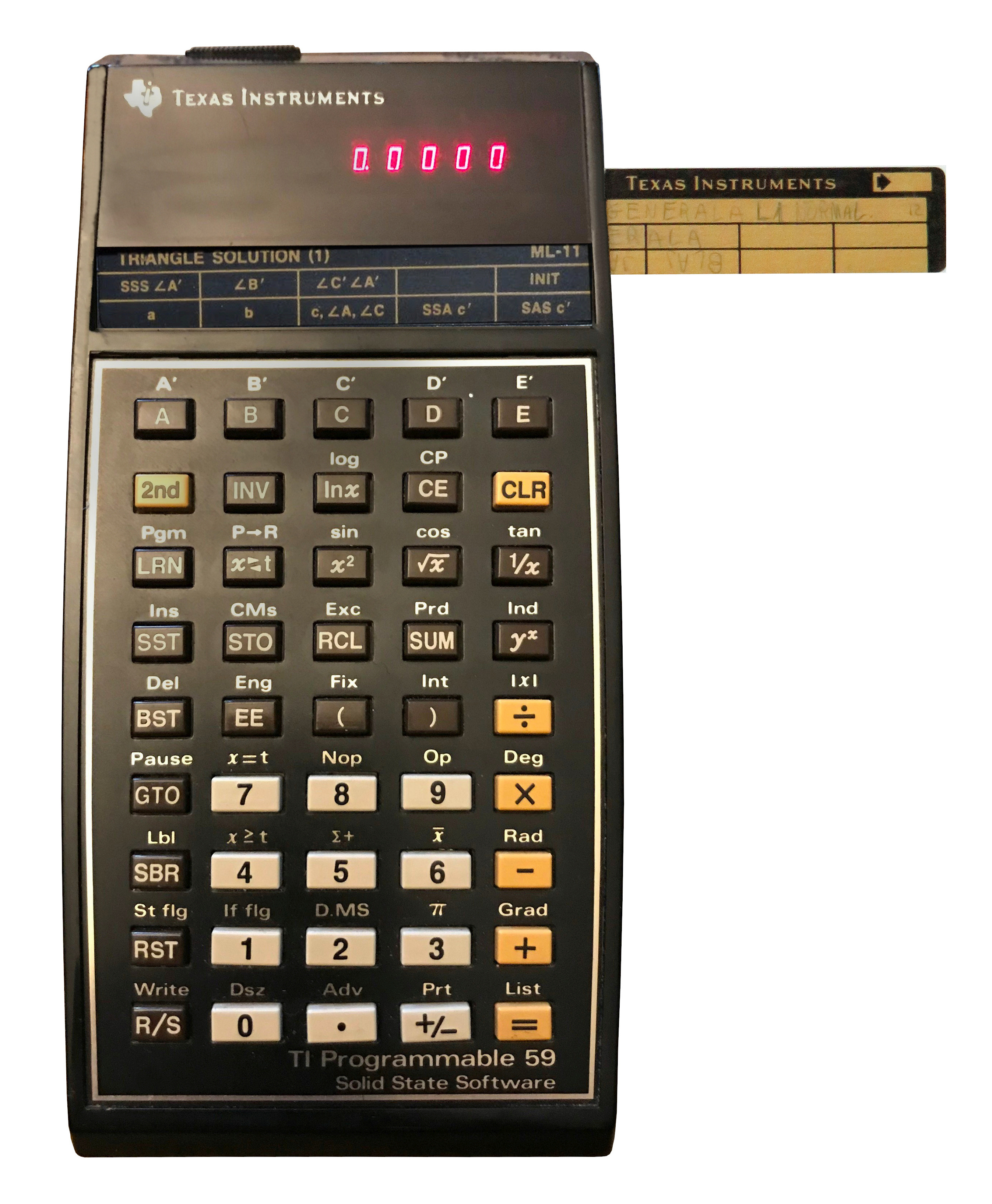
La TI-59 mostrando una tarjeta magnética insertada en el lector lateral.

La TI-59 fue una de las primeras calculadoras programables, fabricada por Texas Instruments en 1977. Era una de las primeras calculadoras con pantalla LED  que tenía la capacidad y la flexibilidad para manejar muchos retos de cálculo del mundo real y rápidamente se hizo popular para los profesionales y estudiantes de muchos campos.
Fue la primera en usar módulos intercambiables de programas en memoria ROM. El módulo Master Library  era incluido con la TI-59 de fábrica y contenía varios programas útiles e incluso un juego. Otros módulos para cálculos inmobiliarios, inversión, estadísticas, mediciones y aviación se vendían por separado.
La TI-59 tenía una memoria de hecho grande, de hasta 960 pasos de programa o 100 memorias (ajustables entre los dos, en pasos). La pantalla mostraba 10 dígitos en el display, pero los cálculos internos los realiza con 13 dígitos de precisión, que para un equipo del año 1977 era increíble. 
La calculadora se podía alimentar con un adaptador de corriente externo, o con una batería interna de NiCd recargable, en aquellos tiempos una batería recargable era una innovación tecnológica. Los programas del usuario se podían almacenar en pequeñas tarjetas magnéticas y ser cargados rápidamente cuando se necesitasen.
También había disponible una impresora térmica, la PC100C. La calculadora se conectaba por encima de la impresora.

## Programación
La programación de problemas simples con la TI-59 era un proceso muy directo. En el modo de programación, la TI-59 simplemente guardaba lo que se tecleaba. Las teclas alfabéticas proporcionaron un acceso fácil de hasta diez puntos de entrada mediante las teclas A,B,C,D,E y con la combinación de la tecla 2ND las A',B',C',D' y E'

### Ejemplo de Programación
En este ejemplo, se realiza el factorial de un número desde 2 a 69. Para hacer el factorial de 5, se ingresa el número 5 y presionó la tecla A, se procesa y el resultado informado es, 120.
```
Codigo-Op        Comentario

LBL A          
Indico que este programa se ejecuta cuando presione la tecla A-.

STO 01         
Almaceno lo que el usuario ingreso en el registro 1 (Los primeros 10 registros permiten usar instrucción DSZ)-.

1              
Inicio en 1-.

LBL B          
Genero la etiqueta B para usarla en el loop.

*              
Multiplico.

RCL 01         
por n.

DSZ 1 B        
Instrucción especial que decrementa el registro 1 en una unidad y salta a la etiqueta B mientras que n<>0.

=              
Presiono igual para obtener el resultado , cuando termina el loop, y la máquina.
 
               
calcula 1*n*(n-1)*...2*1=n!.

INV SBR        
Fin del procedimiento, retornar (Nota, estas dos teclas en realidad ocupaban una sola posición de programa).
```

Sin embargo, explotar las capacidades tipo computadora de la TI-59 era una cuestión diferente. Aunque la TI-59 era Turing completo, y soportaba programación lineal, condiciones, loops, y acceso indirecto a los registros de memoria (y salida alfanumérica limitada a la impresora), escribir rutinas sofisticadas era esencialmente como de escribir en lenguaje de máquina y usar una hoja de codificación.
Una gran cantidad de intercambio ocurrió entre la comunidad de la TI-59 y la de TI-58 C.

## Fotos Varias

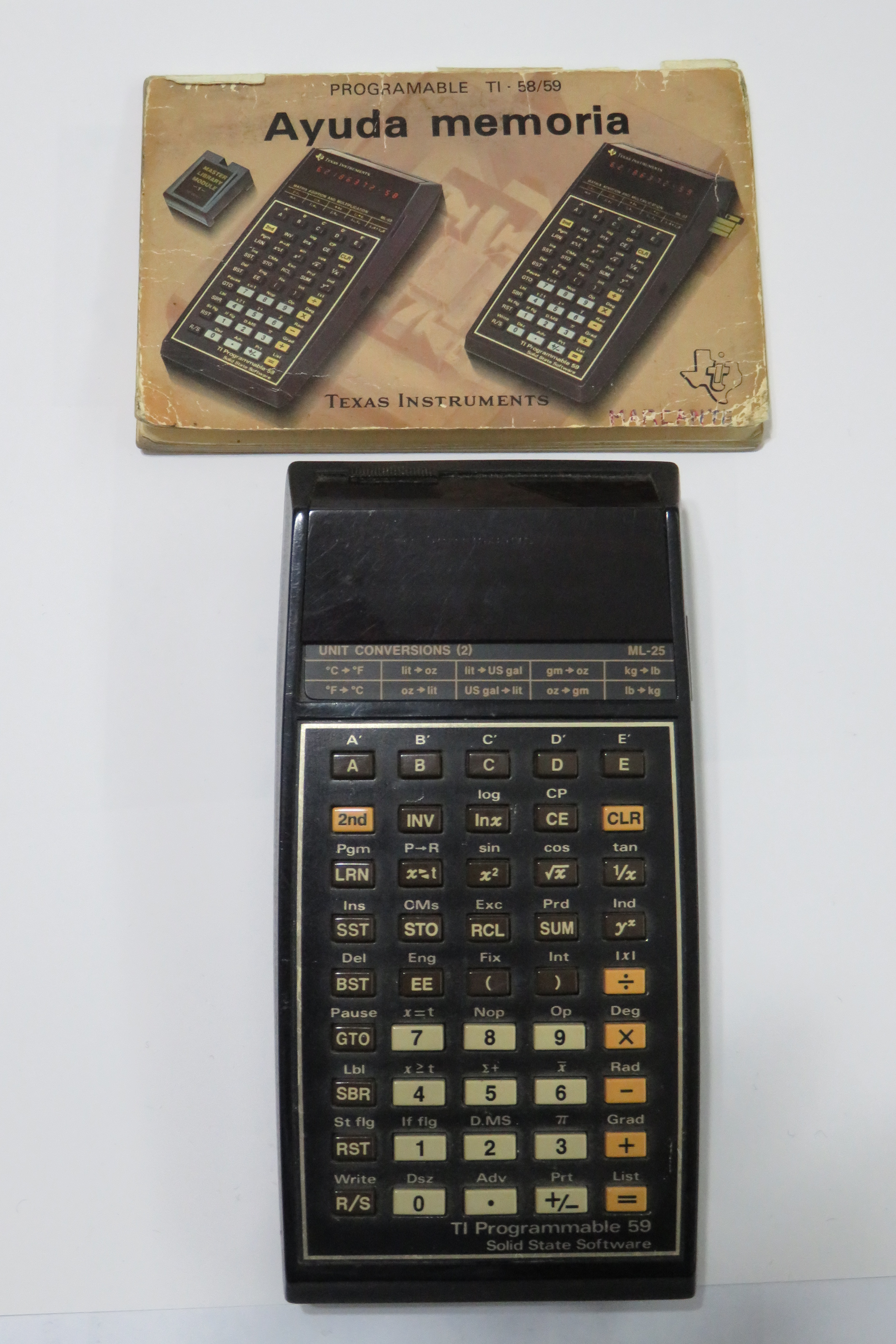
La TI-59 con la guía rápida.
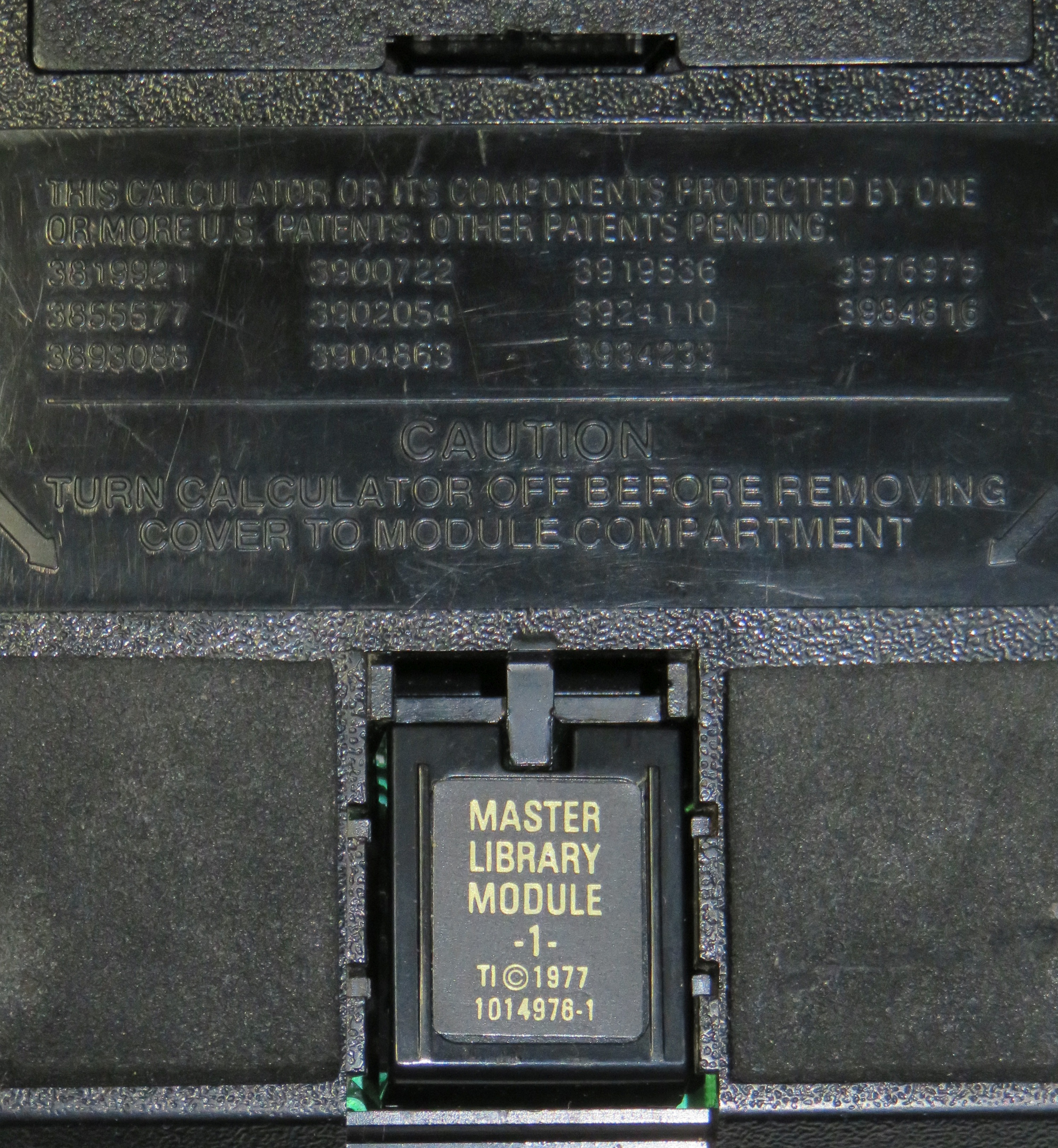
Vista del módulo ROM para TI-59.
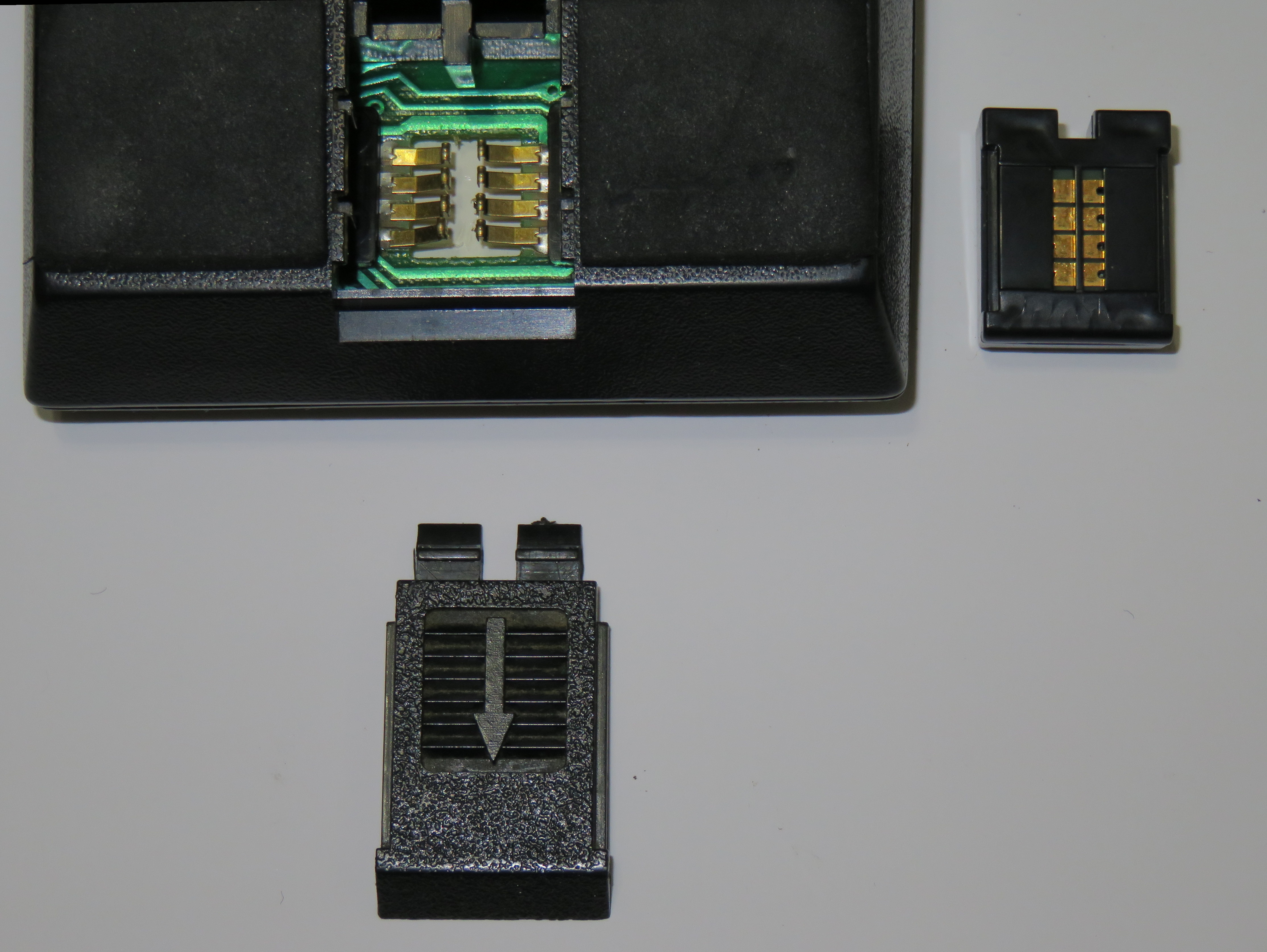
Vista de los slot para insertar el módulo ROM en TI-59.
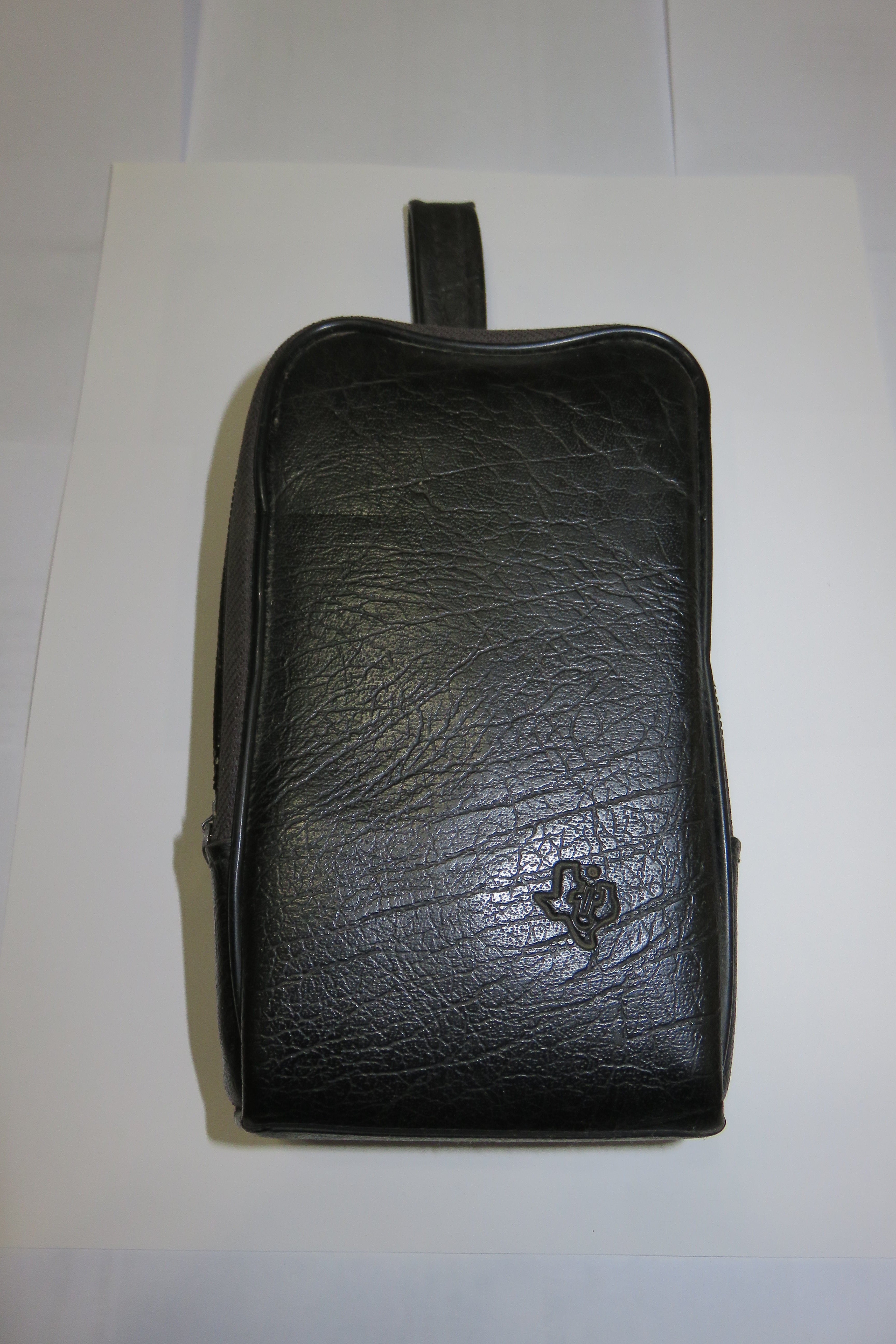
Vista del protector plástico para TI-59.
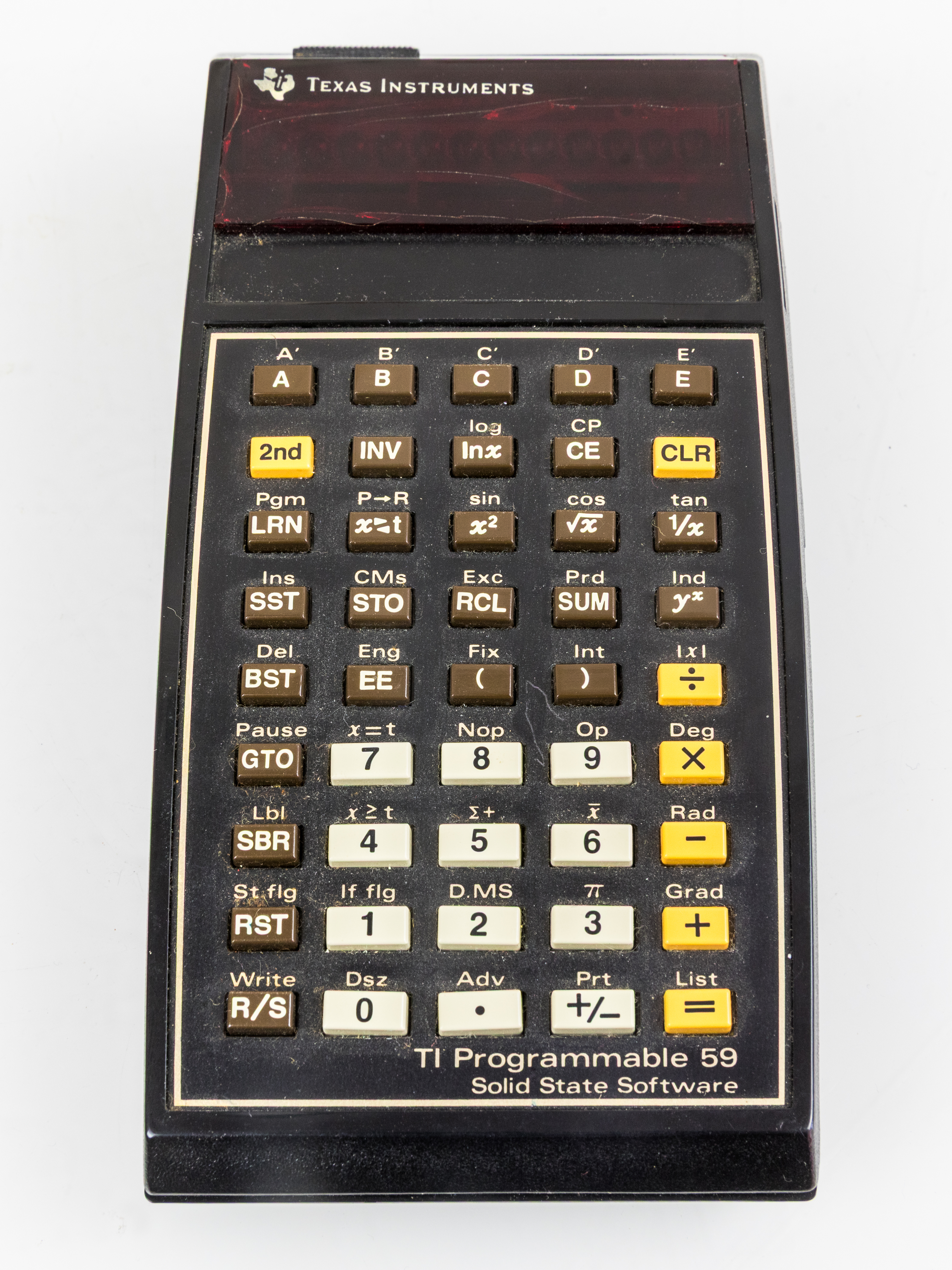
Vista exterior de la calculadora TI-59.